# Pisa

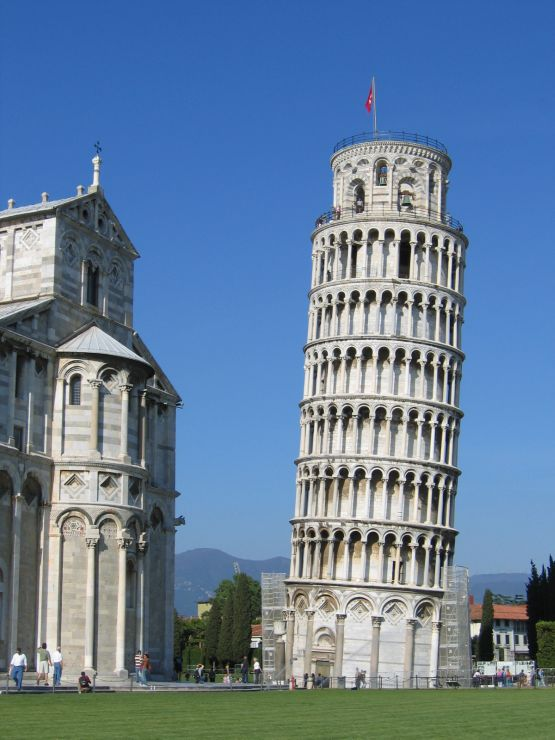
A Torre de Pisa, uma das atrações turísticas mais importantes da Itália.

Pisa é uma comuna italiana da região da Toscana, província de Pisa, com cerca de 85 379 habitantes. Estende-se por uma área de 185 km², tendo uma densidade populacional de 462 hab/km². Faz fronteira com Cascina, Collesalvetti (LI), Livorno (LI), San Giuliano Terme. Descobertas arqueológicas recentes revelaram a existência de um grande porto fluvial da época romana no seu subsolo. Nessas descobertas foram encontradas mais de 30 embarcações de vários modelos, algumas delas intactas e ainda com a mercadoria que transportavam, tendo sido recuperados muitos objectos. Tal facto deve-se à conservação possibilitada pelos sedimentos depositados ao longo do tempo pelo Rio Arno. Há 20 séculos o estuário encontrava-se a 4 km do mar o que fazia do Porto das Maravilhas o maior porto romano, só igualado na sua importância pelo porto de Óstia, perto de Roma; actualmente a cidade encontra-se a 17 km do litoral. Acredita-se que a inclinação da famosa Torre de Pisa se deva ao facto de lá ter existido mar ou um estuário maior que o actual. O porto encontra-se sob a estação ferroviária de San Rossore. Diz a tradição que foi no Porto de Pisa que São Pedro desembarcou para pregar o Evangelho, tendo daí seguido para Roma.

## História
Pisa era conhecida como Colonia Obsequens Iulia Pisana durante o período romano.
Uma das Repúblicas Marítimas, Pisa, em 1016, junto com Génova e outros aliados, expulsaram os sarracenos e conquistaram a Córsega e a Sardenha, e adquiriram o controle do mar Tirreno. Um século depois conquistaram as ilhas Baleares.
Pisa, que naquele tempo estava à beira-mar, na foz do rio Arno, alcança o apogeu do seu esplendor entre o século XII e o século XIII , quando os seus navios controlavam o Mediterrâneo ocidental. A rivalidade entre Pisa e Génova intensificou-se no século XIII e culminou na batalha naval da Meloria (1284), a qual marcou o declínio da potência pisana, tendo Pisa renunciado a qualquer pretensão sobre a Córsega e cedido a Gênova parte da Sardenha (1299).
Nesta cidade se reuniu em 1409 um Concílio para tentar regular o Grande Cisma do Ocidente.

## Demografia
| Variação demográfica do município entre 1861 e 2011                               |
|                                                                                   |
| Fonte: Istituto Nazionale di Statistica (ISTAT) - Elaboração gráfica da Wikipedia |

## Património
- Torre de Pisa
- Igreja da Santa Cruz de Fossabanda

## Cidades gêmeas
- Kolding, Dinamarca
- Angers, França, desde 1982
- Acre (Israel), desde 1998
- Jericó, Palestina, desde 2000
- Niles (Illinois) nos Estados Unidos, desde 1991
- Coral Gables, Florida nos Estados Unidos
- Unna, Alemanha, desde 1996
- Cagliari, Sardenha, Itália
- Corumbá, Brasil